# Association des Chevaliers de St. Jean, Langue de France
L'Association des Chevaliers de St. Jean, Langue de France è un'associazione caritatevole francese facente parte dei Cavalieri Ospitalieri di San Giovanni di Gerusalemme, affiliata al Ordine di San Giovanni del Baliaggio di Brandeburgo, protestante.

## Storia
L'associazione venne fondata nel 1960 come una Komtur dell'Ordine di San Giovanni del Baliaggio di Brandeburgo. L'anno successivo alla sua fondazione, nel 1961, l'associazione è stata riconosciuta dalla Cancelleria della Legion d'Onore pur non trattandosi a tutti gli effetti di un ordine cavalleresco, ma di una semplice affiliazione.
Per facilitare lo sviluppo della propria opera caritatevole in Francia, nel 1961 l'associazione dei cavalieri di San Giovanni ha dato vita all'Associazione Evangelica delle Opere di San Giovanni, riconosciuta pubblicamente solo nel 2000.
Lo scopo dell'associazione è quello di promuovere la cura e il soccorso dei malati nell'area della Francia dove ha eretto anche delle case di cura, mentre un centro di cura per pazienti diabetici è stato successivamente inaugurato in Madagascar (un tempo dipendenza coloniale francese).
L'associazione, occupandosi anche dell'assistenza materiale dei poveri e degli afflitti (secondo il principio del Sovrano Militare Ordine di Malta) da cui anche il Baliaggio del Brandeburgo trae origine, ha istituito il Banco del Mutuo Soccorso di San Giovanni con lo scopo di fornire prestiti e finanziamenti.
Un ramo dell'associazione si occupa anche dei ragazzi attraverso l'organizzazione di colonie per vacanze, nonché per opere di soccorso ai giovani in difficoltà.